# Щерю Певтичев
Щерион Певтичев, наричан също Щерьон войвода или Щерю войвода, както и хайдут Щерю, е хайдушки войвода, родом от Курукьой, за когото във Варненско се разказват легенди – за живота, подвизите и смъртта му.
Според легендите първоначално Щерю действал поединично, като вълк-единак в гората Буласъ-каръ край родното си село. Постепенно около него дошъл негов сродник от другото село с име, като родното му – Курукьой, а подир него и неколцина други. Поразрастналата се чета върлувала от Сърнена Средна гора до Черно море.
Щерю Певтичев обирал само турци, в отговор на турски разбойници, които обирали и убивали българите. С парите които взимал, купувал волове на бедните българи и им плащал данъците. Сестра му Зафира му носела храна и дрехи. По време на Кримската война Варненско гъмжало от дезертьори, които се препитавали с разбойничество. Народът особено страдал от някой си Солак Мустафа. При една среща с  него, Щерю Певтичев бил смъртоносно ранен. Солак Мустафа наредил да му отрежат главата и да му я набият на кол в един харман в село Горица. Жителите му били принудени да излязат и да я гледат, а тялото му било изгорено с няколко коли дърва.
Според друга версия на житието на Щерю войвода още през 1837 – 1838 година другар му бил Кара Иван войвода. Двамата минавали в Добруджа и стигали до Баба-дагските гори. След време те се присъединяват към прочутия Димитър Калъчлията, а когато той загива, Щерю застава начело на дружината. През 1860 г. четата е разбита, Щерю загива в битките, повечето от другарите му са изловени и откарани за съд първоначално в Шумен, а сетне и в Русе. Имената на четниците са известни от досиетата на Шуменския мезлиш, а за смъртта му се научава от една телеграма на валията на Туна вилает до Шуменския каймакамин.